# جاك ميدلتون
جاك ميدلتون (بالإنجليزية: Jack Middleton)‏ (28 أبريل 1917 – 2010) هو سبّاح من المملكة المتحدة لبريطانيا العظمى وأيرلندا راحل، مثّل بلاده في الألعاب الأولمبية الصيفية 1936.

## روابط خارجية
جاك ميدلتون على موقع أوليمبيديا (الإنجليزية)